# Spudaea eucrinita
Spudaea eucrinita är en fjärilsart som beskrevs av Turati 1933. Spudaea eucrinita ingår i släktet Spudaea och familjen nattflyn. Inga underarter finns listade i Catalogue of Life.